# Galina Tsariova
Galina Gueórguievna Tsariova (en rus: Галина Георгиевна Царёва), (Velikiye Luki, óblast de Pskov, 19 d'abril de 1950) és una ex-ciclista soviètica. Especialista en la velocitat, va aconseguir 8 medalles, 6 d'elles d'or, en els Campionats mundials de l'especialitat. També va aconseguir vint títols nacionals entre pista i ruta.
Es va casar amb el seu entrenador Aleksandr Kuznetsov, i és mare dels també ciclistes Nikolai i Alexei i de la tenista Svetlana Kuznetsova.

## Palmarès
- 1969
  -  Campiona del món de velocitat
  -  Campiona de la Unió Soviètica en velocitat
- 1970
  -  Campiona del món de velocitat
- 1971
  -  Campiona del món de velocitat
  -  Campiona de la Unió Soviètica en velocitat
  -  Campiona de la Unió Soviètica en Contrarellotge 500 m
- 1972
  -  Campiona de la Unió Soviètica en ruta
  -  Campiona de la Unió Soviètica en Contrarellotge 500 m
- 1974
  -  Campiona de la Unió Soviètica en velocitat
- 1975
  -  Campiona de la Unió Soviètica en ruta
  -  Campiona de la Unió Soviètica en velocitat
- 1976
  -  Campiona de la Unió Soviètica en ruta
  -  Campiona de la Unió Soviètica en velocitat
  -  Campiona de la Unió Soviètica en Contrarellotge 500 m
- 1977
  -  Campiona del món de velocitat
  -  Campiona de la Unió Soviètica en ruta
  -  Campiona de la Unió Soviètica en velocitat
- 1978
  -  Campiona del món de velocitat
  -  Campiona de la Unió Soviètica en ruta
  -  Campiona de la Unió Soviètica en velocitat
- 1979
  -  Campiona del món de velocitat
  -  Campiona de la Unió Soviètica en velocitat
- 1980
  -  Campiona de la Unió Soviètica en velocitat
- 1981
  -  Campiona de la Unió Soviètica en ruta
- 1982
  -  Campiona de la Unió Soviètica en velocitat
- 1987
  -  Campiona de la Unió Soviètica en velocitat
- 1989
  - 1a al Gran Premi de París en velocitat